# Równopole (Litwa)
Równopole (lit. Lygialaukis) – wieś na Litwie, w okręgu wileńskim, w rejonie wileńskim, w gminie Podbrzezie, przy drodze krajowej 172.
Współcześnie w skład miejscowości wchodzi także dawny zaścianek Lebioda (Lebieda).

## Historia
W dwudziestoleciu międzywojennym leżało w Polsce, w województwie wileńskim, w powiecie wileńsko-trockim, w gminie Podbrzezie. W 1931 miejscowości liczyły:
- Równopole – 45 mieszkańców, zamieszkałych w 9 budynkach,
- Lebioda – 5 mieszkańców, zamieszkałych w 1 budynku[2].

Po II wojnie światowej w granicach Związku Sowieckiego. Od 1991 na niepodległej Litwie.